# Volodymyr Dudarenko
Volodymyr Ivanovyč Dudarenko (in ucraino Володимир Іванович Дударенко?, in russo Владимир Иванович Дударенко?, Vladimir Ivanovič Dudarenko; Rivne, 6 febbraio 1946 – 18 maggio 2017) è stato un allenatore di calcio e calciatore sovietico dal 1991 ucraino, di ruolo attaccante.

## Carriera

### Club
Ha cominciato la sua carriera con il Kolchoznik Rivne nella terza serie sovietica, disputando due stagioni.
Nel 1966 salì di categoria passando allo SKA Kiev nella seconda serie sovietica. Dal 1967 al 1974 ha giocato con il CSKA Mosca con cui riuscì a conquistare il campionato nel 1970.
Chiuse la carriera nella terza serie, prima nel Luc'k e infine con lo SKA Leopoli.

### Nazionale
Ha disputato con la nazionale sovietica due amichevoli, entrambi nel 1971: nella prima contro il Messico, entrò nell'ultima mezz'ora al posto di Gennadiy Evryuzhikhin; nella seconda contro El Salvador giocò titolare l'intero incontro.

### Allenatore
Smessi i panni del calciatore è stato tecnico dello stesso SKA Leopoli, in due distinti periodi: prima come capo allenatore, poi come vice quando la squadra cambiò nome in SKA Karpaty.

## Statistiche

### Cronologia presenze e reti in Nazionale
| Cronologia completa delle presenze e delle reti in nazionale ― Unione Sovietica | Cronologia completa delle presenze e delle reti in nazionale ― Unione Sovietica | Cronologia completa delle presenze e delle reti in nazionale ― Unione Sovietica | Cronologia completa delle presenze e delle reti in nazionale ― Unione Sovietica | Cronologia completa delle presenze e delle reti in nazionale ― Unione Sovietica | Cronologia completa delle presenze e delle reti in nazionale ― Unione Sovietica | Cronologia completa delle presenze e delle reti in nazionale ― Unione Sovietica | Cronologia completa delle presenze e delle reti in nazionale ― Unione Sovietica |
| Data                                                                            | Città                                                                           | In casa                                                                         | Risultato                                                                       | Ospiti                                                                          | Competizione                                                                    | Reti                                                                            | Note                                                                            |
| ------------------------------------------------------------------------------- | ------------------------------------------------------------------------------- | ------------------------------------------------------------------------------- | ------------------------------------------------------------------------------- | ------------------------------------------------------------------------------- | ------------------------------------------------------------------------------- | ------------------------------------------------------------------------------- | ------------------------------------------------------------------------------- |
| 19-2-1971                                                                       | Città del Messico                                                               | Messico                                                                         | 2 – 0                                                                           | Unione Sovietica                                                                | Amichevole                                                                      | -                                                                               | 60’                                                                             |
| 28-2-1971                                                                       | San Salvador                                                                    | El Salvador                                                                     | 2 – 0                                                                           | Unione Sovietica                                                                | Amichevole                                                                      | -                                                                               |                                                                                 |
| Totale                                                                          |                                                                                 | Presenze                                                                        | 2                                                                               |                                                                                 | Reti                                                                            | 0                                                                               |                                                                                 |

## Palmarès

### Club
- Campionato sovietico: 1

CSKA Mosca: 1970